# Aeroporto Internazionale di Winnipeg-James Armstrong Richardson
L'Aeroporto Internazionale di Winnipeg James Armstrong Richardson è un aeroporto civile, situato vicino a Winnipeg, in Canada.

## Statistiche
Questo grafico non è disponibile a causa di un problema tecnico.
Si prega di non rimuoverlo.
Vedi la query Wikidata di origine.